# Jimmy Vicaut
Jimmy Vicaut (27. února 1992 Bondy) je francouzský atlet, sprinter, halový mistr Evropy v běhu na 60 metrů z roku 2013.

## Sportovní kariéra
V roce 2010 se stal v Barceloně mistrem Evropy ve štafetě na 4 × 100 metrů. O rok později na světovém šampionátu byl členem stříbrné francouzské štafety na 4 × 100 metrů. V roce 2012 startoval na olympiádě v Londýně, kde postoupil do semifinále běhu na 100 metrů, francouzská štafeta na 4 × 100 metrů, jejímž byl členem, skončila čtvrtá. V březnu 2013 se stal halovým mistrem Evropy v běhu na 60 metrů.
O tři roky později získal bronzovou medaili v běhu na 100 metrů na evropském šampionátu v Amsterdamu.
Na světovém šampionátu v Londýně v roce 2017 obsadil v finále běhu na 100 metrů šesté místo.

## Osobní rekordy

### Dráha
- běh na 100 metrů – 9,86 s – 4. července 2015, Paříž
- běh na 200 metrů – 20,30 s – 6. července 2013, Paříž

### Hala
- běh na 60 metrů – 6,48 s – 2. března 2013, Göteborg
- běh na 200 metrů – 21,40 s – 23. ledna 2010, Eaubonne